# Ladislav Smoljak
Ladislav Smoljak (9. prosince 1931 Praha – 6. června 2010 Kladno) byl český filmový, televizní a divadelní režisér, scenárista a herec, čelní postava Divadla Járy Cimrmana. Původní profesí byl učitel a pracoval také jako redaktor. Od konce 60. let spolupracoval se Zdeňkem Svěrákem, se kterým psal divadelní hry o českém fiktivním géniovi Járovi Cimrmanovi a scénáře filmových komedií.

## Život

### Původ a raná zaměstnání
Narodil se 9. prosince 1931 do pražské dělnické rodiny. Jeho otec, původem z Podkarpatské Rusi, pracoval jako krejčí a matka byla dělnicí.
Ladislav navzdory prostému původu vystudoval gymnázium, odmaturoval v roce 1952. Přihlášku k vysokoškolskému studiu měl podanou na Divadelní fakultu Akademie múzických umění (DAMU), kde plánoval studovat divadelní režii. U přijímacích zkoušek však neuspěl. Přijat byl ale na Vysokou školu pedagogickou, na níž roku 1957 složil státní zkoušky učitelství matematiky a fyziky. Následně po dva roky působil jako odborný asistent na Fakultě technické a jaderné fyziky Univerzity Karlovy v Praze. Následně se stal středoškolským profesorem matematiky a fyziky v Brandýse nad Labem.
Tou dobou, od roku 1960, pro časopis Kultura externě recenzoval tehdejší televizní tvorbu. Od roku 1961 do roku 1963 vedl kulturní rubriku Mladého světa a počínaje rokem 1963 se na dobu dvanácti let (do roku 1975) stal nakladatelským redaktorem Mladé fronty. Poté začal pracovat jako scenárista a režisér ve Filmovém studiu Barrandov. Po sametové revoluci, od roku 1990, odešel do svobodného povolání, ve kterém byl až do konce svého života.

### Cimrmanologie a umělecký úspěch

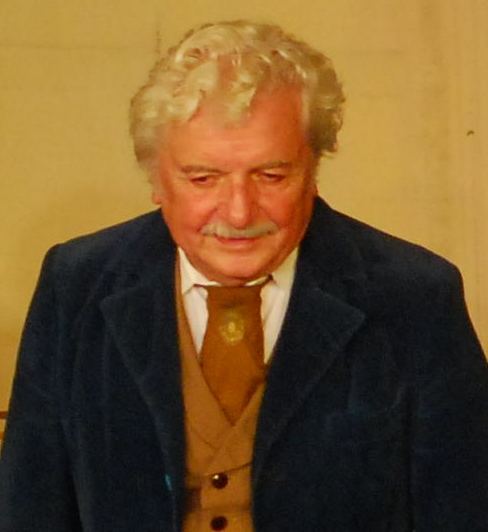
Ladislav Smoljak zachycený při divadelní hře Vyšetřování ztráty třídní knihy

V roce 1966 založil spolu se Zdeňkem Svěrákem, Jiřím Šebánkem, Karlem Velebným, Miloněm Čepelkou a dalšími přáteli Divadlo Járy Cimrmana, které navazovalo na rozhlasový pořad Nealkoholická vinárna U Pavouka. Smoljak do začátku přispěl absurdně laděnou hrou Vyšetřování ztráty třídní knihy. Brzy ale mezi Smoljakem a Jiřím Šebánkem vyvstaly nepřekonatelné rozpory ohledně názoru na další směřování divadla. Když se Zdeněk Svěrák přiklonil na Smoljakovu stranu, Šebánek s několika kolegy divadlo opustil a Divadlo Járy Cimrmana se stalo autorskou záležitostí dvojice Smoljak+Svěrák.
Postupem let se téma fiktivního českého velikána Járy Cimrmana a celá související „věda“, zvaná cimrmanologie, staly celonárodním fenoménem. Smoljak pro divadlo psal (společně se Svěrákem) hry, následně je režíroval a od roku 1973 byl uměleckým vedoucím. Po celou dobu byl i hereckým protagonistou, mezi jeho erbovní role patří Frištenský v Dobytí severního pólu. Většinou se alternoval se Zdeňkem Svěrákem. Poslední jeho nastudovanou rolí byl Komenský ve hře České nebe.
Roku 1998 založil samostatné divadlo Studio Jára, jež posléze přejmenoval na Studio Láďa. Pro uskupení v původním názvu připravil vlastní hru Hymna aneb Urfidlovačka a po změně pro ansámbl napsal a secvičil drama Fantóm Realistického divadla Zdeňka Nejedlého. Angažoval se ale i v divadle Semafor, Divadle Na tahu, kde vystupoval v roli Macheatha v adaptaci Žebrácké opery od Václava Havla, nebo v Divadle Na zábradlí v dramatu Rudý říjen.
Uplatnil se rovněž ve filmu, kde nejprve působil jako herec, posléze i scenárista, a nakonec se stal úspěšným komediálním režisérem. Jeho první filmovou rolí byla postava úředníka v absurdní grotesce Postava k podpírání, kterou v roce 1963 natočili režiséři Pavel Juráček a Jan Schmidt. Dalšími epizodními filmovými úlohami byly novinář ve snímku Jiřího Menzela Zločin v šantánu (1968), strážník v dětském filmu Oty Kovala Lucie a zázraky (1970), divadelní kritik ve snímku Václava Vorlíčka Pane, vy jste vdova! (1971) a hádavý manžel v komedii Jaroslava Papouška Homolka a tobolka (1972).
První větší rolí byl až vedoucí autoservisu Karfík v komedii Oldřicha Lipského Jáchyme, hoď ho do stroje!, kterou si se Zdeňkem Svěrákem sám napsal. Na rozdíl od Svěráka se ale filmovému herectví věnoval vždy jen okrajově, těžiště jeho práce bylo v divadle nebo za kamerou.
Pro Českou televizi v roli průvodce pořadem natočil Hudební toulky (2003) a Toulky s Ladislavem Smoljakem (2008).
Dne 28. října 1999 mu tehdejší prezident České republiky, Václav Havel, propůjčil Medaili za zásluhy III. stupně.
V počátcích jeho kariéry si ho lidé pletli se zpěvákem Petrem Spáleným. Smoljak doufal, že jednou nastane situace, kdy se budou lidé domnívat, že se setkali se Smoljakem a on to ve skutečnosti bude Petr Spálený.

### Politická angažovanost
Sledoval politickou scénu a často se k ní vyjadřoval. Před sametovou revolucí nacházeli diváci v jeho divadelních hrách politické paralely, které také přispěly k jejich popularitě, ačkoliv se vyhýbal prvoplánové politické satiře. To se odrazilo také v přístupu vládnoucího režimu k Divadlu Járy Cimrmana, které se muselo často stěhovat.
Podle Cibulkových seznamů byl spolupracovníkem StB v kategorii důvěrník, krycí jméno Stožický, evidenční čísla 23 047, 8 823 047. V oficiálních seznamech ministerstva vnitra však uveden není. Dle nálezu Ústavního soudu totiž nelze prokázat, že důvěrníci byli vědomými spolupracovníky Státní bezpečnosti. Dle historika Radka Schovánka došlo k chybě při metodice přepisu a Smoljak byl označen jako spolupracovník StB, kterým nikdy nebyl. V první polovině 60. let ho StB označila jako kandidáta proverbovku (potenciálního informátora) a několikrát ho oslovila – zejména za účelem poskytování informací o svých kolezích. Smoljak na to již v březnu 1964 odpověděl, že spolupráce s bezpečností je proti jeho přesvědčení. Zároveň s tím jej režim začal důsledně omezovat – neumožňoval mu angažmá v televizi nebo filmu a jemné protivládní narážky jeho a Svěrákových děl (např. ve hře Lijavec) velmi vadily StB.
V roce 1989 podporoval změnu režimu, později často politickou scénu komentoval a angažoval se v občanských protestech. V roce 1997 se připojil k výzvě divadelníků na podporu tehdejší vlády před chystaným hlasováním o vyslovení důvěry. V následujícím roce se podepsal pod otevřený dopis umělců předsedovi vlády Miloši Zemanovi protestující proti odvolání ředitelky pražské vinohradské nemocnice Zuzany Roithové. V roce 2000 v průběhu televizní krize podpořil stávkující zaměstnance. V roce 2007 podpořil stavbu radarové základny USA v České republice.

### Osobní život

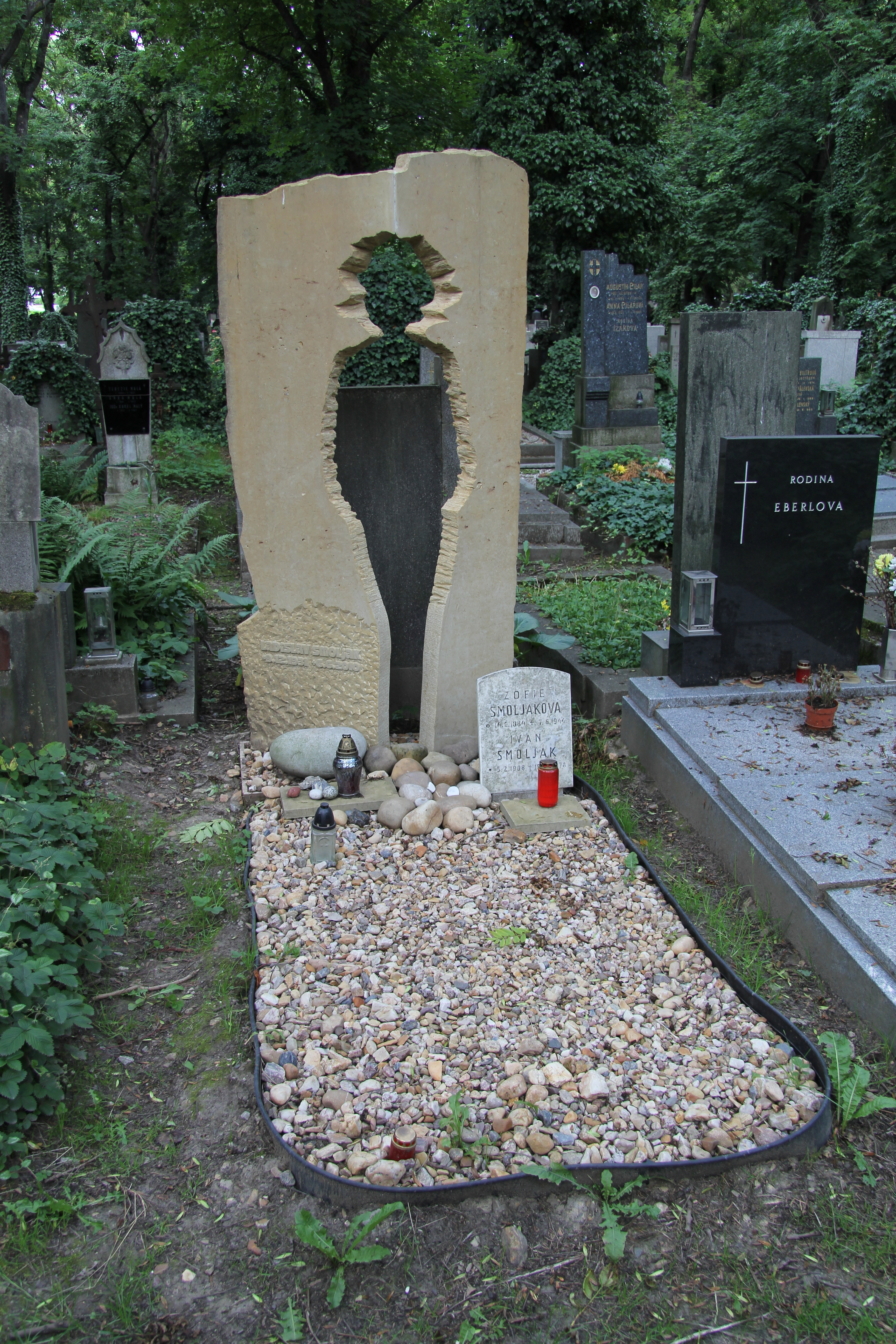
Hrob Ladislava Smoljaka od Jiřího Laštovičky na Olšanských hřbitovech

Byl třikrát ženatý a rozvedený, měl 4 děti – Davida (* 8. února 1959), Filipa (* 17. října 1965), Kateřinu (* 27. května 1977) a Alžbětu (* 7. července 1979).
Zemřel na rakovinu dne 6. června 2010 v kladenské nemocnici. V divadle hrál ještě 10 dní před úmrtím.

## Filmografie

### Námět a scénář
- 1974 – Jáchyme, hoď ho do stroje! (se Zdeňkem Svěrákem a Oldřichem Lipským)
- 1976 – Marečku, podejte mi pero! (se Zdeňkem Svěrákem)
- 1976 – Na samotě u lesa (se Zdeňkem Svěrákem)
- 1978 – Kulový blesk (se Zdeňkem Svěrákem a Zdeňkem Podskalským)
- 1980 – Trhák (se Zdeňkem Svěrákem)
- 1983 – Jára Cimrman ležící, spící (se Zdeňkem Svěrákem)
- 1984 – Rozpuštěný a vypuštěný (se Zdeňkem Svěrákem)
- 1987 – Nejistá sezóna (se Zdeňkem Svěrákem)

### Režie
- 1978 – Kulový blesk (se Zdeňkem Podskalským)
- 1981 – Vrchní, prchni
- 1983 – Jára Cimrman ležící, spící
- 1984 – Rozpuštěný a vypuštěný
- 1987 – Nejistá sezóna
- 1990 – Tvrdý chleba – televizní film
- 1990 – Motýl na anténě – televizní film
- 1992 – Osvětová přednáška v Suché Vrbici – televizní film
- 1992 – Ať ten kůň mlčí! – televizní film
- 1996 – Dvě z policejní brašny – televizní film

### Herec
- 1968 – Zločin v šantánu
- 1970 – Pane, vy jste vdova!
- 1972 – Homolka a tobolka
- 1974 – Jáchyme, hoď ho do stroje!
- 1976 – Marečku, podejte mi pero!
- 1976 – Na samotě u lesa
- 1976 – To byla svatba, strýčku!
- 1978 – Kulový blesk
- 1980 – Trhák
- 1980 – Vrchní, prchni
- 1981 – Loutka, přítel člověka
- 1983 – Jára Cimrman ležící, spící
- 1983 – Svatební cesta do Jiljí
- 1984 – Co je vám, doktore?
- 1984 – Rozpuštěný a vypuštěný
- 1987 – Nejistá sezóna
- 1990 – Wette, Die
- 1993 – Nesmrtelná teta
- 1994 – Akumulátor 1
- 1996 – Kolja
- 2007 – Vratné lahve

## Divadelní hry

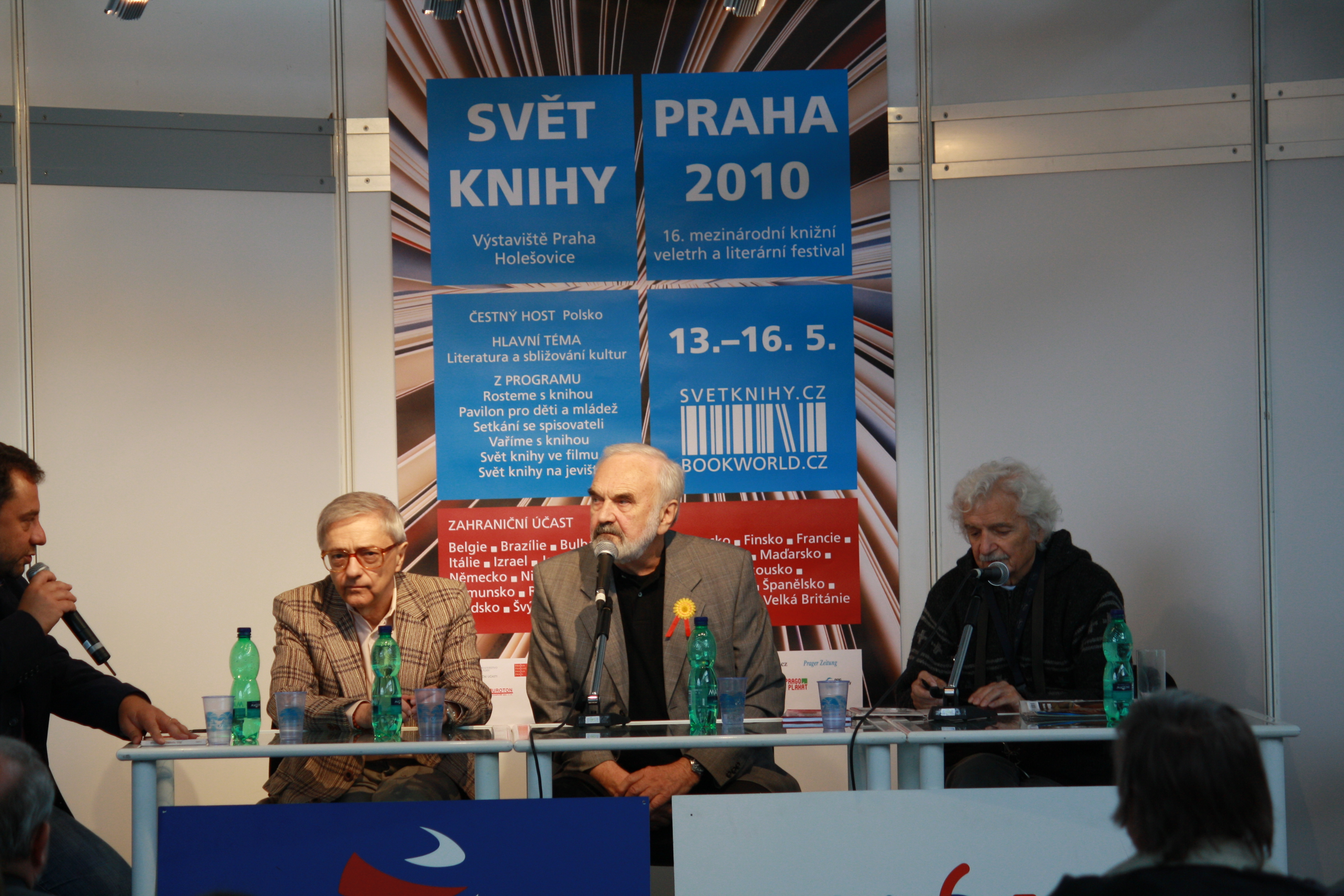
Zleva: Miloň Čepelka, Zdeněk Svěrák a Ladislav Smoljak na festivalu Svět knihy v roce 2010

### Hry Divadla Járy Cimrmana
Byl režisérem i hercem všech her DJC, z nichž většinu napsal společně se Z. Svěrákem. Výjimkou jsou pouze první tři hry repertoáru.
- Akt (premiéra 1967) – autorem Z. Svěrák (Ladislav Pýcha)
- Vyšetřování ztráty třídní knihy (premiéra 1967) – autorem Ladislav Smoljak (Ředitel/Učitel)
- Domácí zabijačka (premiéra 1968) – autorem Jiří Šebánek, po jeho odchodu z DJC roku 1969 stažena z repertoáru (Servít)
- Hospoda Na mýtince (premiéra 1969) (Vězeň/Hrabě)
- Vražda v salonním coupé (premiéra 1970) (Továrník Meyer/Trachta/Steward)
- Němý Bobeš (premiéra 1971) (Hajný, baron a Wassrmann)
- Cimrman v říši hudby (premiéra 1973) (Inženýr Wagner/Inženýr Vaněk)
- Dlouhý, Široký a Krátkozraký (premiéra 1974) (Bystrozraký)
- Posel z Liptákova (premiéra 1977) (Standa, Smrtka)
- Lijavec (premiéra 1982) (Inspektor)
- Dobytí severního pólu (premiéra 1985) (Varel Frištenský/Americký Čech)
- Blaník (premiéra 1990) (Veverka z Bitýšky)
- Záskok (premiéra 1994) (Vavroch)
- Švestka (premiéra 1997) (Přemysl Hájek)
- Afrika (premiéra 2002) (Dr. Žába/Náčelník Líná Huba)
- České nebe (premiéra 2008) (Jan Amos Komenský)

### Vlastní hry
- Hymna aneb Urfidlovačka (premiéra 1998)
- Malý Říjen (premiéra 1999)
- Fantom realistického divadla Zdeňka Nejedlého (premiéra DNZ 2000)
- Hus: Alia minora Kostnického koncilu. Divadelní historická lekce (premiéra DNZ 2009)[11]

## Překlady
- Hezoučká má milá. Finská lidová píseň. Mladý svět 4, 1962, 24, s. 11.